# Ђорђе Божовић Гишка
Ђорђе Божовић Гишка (Инђија, 16. септембар 1955 — околина Госпића, 15. септембар 1991) био је српски и југословенски криминалац, спортиста и оснивач Српске гарде, паравојне формације СПО-а. Гишка је током 1980-их био сарадник ДБ-а, одан идеји југословенства. Као образованији и интелигентнији човек био је задужен за планирање ликвидација усташких и албанских терориста, али након што је послат да ликвидира и Момчила Ђујића, четничког војводу из Другог светског рата и истакнутог српског емигранта који је оставио веома позитиван утисак, Гишка све више постаје антикомунистички настројен, те стога из корена мења свој живот и постаје националиста и заговорник обнове монархије за коју је сматрао да нуди бољу будућност Србији.

## Биографија

### Младост
Рођен је 16. септембра 1955. у Инђији у породици Гаврила (1888−1964) и Милене Божовић (1927−2012). Гаврило Божовић је рођен недалеко од Подгорице у породици Мићковића која потиче из племена Куча. Презиме је променио Гаврилов отац који је у Црној Гори усмртио једног Немца па је потом отишао за Лондон а потом за Сједињене Америчке Државе.
Ђорђе Божовић је до 1964. живео у Инђији, коју је касније често посећивао, са мајком и млађом сестром Славицом, а када је исте године умро Гаврило Божовић , породица се сели у Београд.
Кроз служење затворских казни успео је да прочита скоро све књиге затворских библиотека и да заврши Факултет спорта и физичког васпитања Универзитета у Београду. Планирао је да заврши и теологију али није добио дозволу да из затвора полаже испите. Говорио је шест страних језика.
Убрзо по доласку на Вождовац упознаје се са Браниславом Матићем Белим са којим постаје нераздвојан пријатељ. Постаје члан боксерског клуба Раднички, где га је у борбама могао победити само Жорж Станковић. Као врло млад долази у сукоб са законом када је у једној уличној тучи избоден ножем. Рањавање је преживео захваљујући снажној конституцији због чега је и добио надимак Гишка. Са тринаест година је илегално отишао у Италију. По повратку у Југославију почиње се интензивно дружити са Борисом Петковим и Ранком Рубежићем чиме бива уплетен у свет криминала. Гишка је то описао речима:
Онима који ме оптужују да сам криминалац кажем: у Београду сам се прочуо као доста добар боксер, вредан у школи, а жељан свега. Хоћу да се и проведем, волим девојке, а пара нема. Како се снаћи? Предложи овај оно, ајде ситно, ајде крупно, ајде пљачка... Кренуо сам из неке жеље за авантуризмом, за неким глупирањем, и тога се данас стидим. Али ја то часно зовем правим именом.

### Служба државне безбедности
Југословенска тајна полиција прошла је крвав развојни пут од злогласне и бруталне партизанске ОЗНЕ, преко суптилније УДБ-е, до моћне Службе државне безбедности (СДБ) чије ударне песнице осамдесетих година постају жестоки момци са асфалта који „бондовским" антитерористичким акцијама у иностранству изазивају дивљење, поштовање и завист западних тајних служби и сеју страх међу југо-емиграцијом.
Гишка је махом своје образовање стицао по затворима, где је углавном био због крађа и других криминалних радњи. Запао је за око тадашњој југословенској служби државне безбедности, која је у то време узимала криминалце свих миљеа нудећи им да раде за државу. Ангажовање од стране службе је подразумевало да се у иностранству обављају прљави послови који су у интересу државе, за узврат су им обећаване разне ствари, од тога да неће одговарати кривично за нека недела или пак да ће им бити омогућаване разноразне бенефиције и погодности.
У једним од тих „излета”, Гишка је био послан у српску емиграцију у Америку, са задатком да убије четничког војводу Момчила Ђујића. Гишка је прихватио задатак и отишао у Америку да испуни оно што је од њега очекивала тадашња комунистичка СДБ. Међутим, вратио се не испунивши задатак са потпуно измењеним ставовима. Уместо да изврши задатак који су му поверили комунисти, Гишка се зближава са Америчким Србима и прихвата њихову верзију историјских догађаја Другог светског рата. Из Америке се враћа не само необављеног „посла” него и као државни непријатељ и „издајник”. Боравак у српској дијаспори Гишку окреће за 180 степени и он од једног криминалца ангажованог у комунистичкој служби СДБ постаје један национални борац и православни верник.
Многи су митови о криминалцу и диву са Вождовца. Но већина сведочи о његовом Робинхудовском хајдуковању. Помагао је сиротињу и никад није ниподаштавао или малтретирао слабије од себе и у том погледу заиста је био нетипичан криминалац. Тадашњу омладину која је већ кренула путем криминала или наркоманије, покушавао је преваспитати и вратити у нормалан друштвени живот. Овај Гишкин српски хајдучки кодекс се може приписати његовој емпатији за слабе и незаштићене.

### Српска гарда
Божовић је 1991. основао паравојну формацију Српска гарда заједно са вођом Српског покрета обнове Вуком Драшковићем и Браниславом Матићем Белим.
Камп за обуку ове формације налазио се код Борског језера. Српска гарда је учествовала у борбама око Госпића, у Лици. Божовић је убијен под неразјашњеним околностима у околини Госпића 15. септембра 1991, током борбе. Месец дана раније у Београду, у сачекуши је убијен Бранислав Матић Бели.

## Смрт и убиство
Гишка је убијен 15. септембра 1991. године на ратишту, под неразјашњеним околностима. Погинуо је под крајње сумњивим околностима у околини Госпића у Хрватској током ратних дејстава. Иако је званична верзија била да је страдао током ратних дејстава и да су га убили хрватски војници, и до дан данас је у народу запамћена друга верзија која је потекла од његових сабораца, пријатеља и родбине који су одмах након погибије тврдили да је убијен од српске руке, такорећи са леђа.
Мање је познато да је Гишка био дубоко религиозан. Неколико сати пре погибије, кумовао је на крштењу свог војника и право са крштења је отишао у смрт. О побожности и покајању Гишке за свој претходни криминални живот сведочио је архимандрит Лазар (Аџић) са Острога који је тврдио да за свог живота није видео већег покајника од Гишке.
Приликом ексхумације посмртних остатака Ђорђа Божовића у Београду, ради преноса посмртних остатака у Црној Гори у Кучима, на изненађење радника који су вршили ексхумацију, нађено је потпуно сачувано, нетрулежно тело после чак 26 година.